# Brachydeirus
Brachydeirus is een geslacht van uitgestorven kleine tot matig grote arthrodire placodermen uit het Laat-Devoon van Europa, beperkt tot de Kellwasserkalk-fauna van Bad Wildungen en Adorf.
Soorten hebben, in dwarsdoorsnede, een sterk samengedrukt lichaam, een spitse, soms zeer langwerpige snuit en enorme oogkassen. De levende dieren zouden oppervlakkig hebben geleken op moderne forellen of kleine makrelen. Het romppantser is kort. Het geslacht onderscheidt zich van andere leden van de familie doordat de mediane dorsale plaat van het rompschild vaak gekield is, met de kiel vaak erg hoog en prominent.

## Soorten
- Brachydeirus carinatus is de typesoort. De lengte van de schedel van het holotype is 11,7 centimeter. Heeft een brede nekplaat die naar achteren bolvormig is. De dermale botten zijn versierd met grote, concentrisch gerangschikte knobbeltjes.

- Brachydeirus bicarinatus heeft een postero-mediaan uitsteeksel op de nekplooi en een pre-pijnappelklier fenestra bij deze soort. De schedel van het holotype is 8,5 centimeter lang.

- Brachydeirus gracilis is de kleinste soort in dit geslacht: de schedellengte van het holotype is zes centimeter. Verschilt van Brachydeirus minor door een meer steil gebogen rug, kleinere gezichtsplaten en het ontbreken van een postpineale fenestra.

- Brachydeirus grandis is een van de grootste soorten in dit geslacht: de schedellengte van het holotype is ongeveer twintig centimeter. Heeft een postpineal fenestra, een ongewoon lang (voor het geslacht/familie) lateraal stamschild en relatief kleine oogkassen. De dermale botten zijn versierd met een patroon van kleine, gelijkmatig verdeelde knobbeltjes.

- Brachydeirus magnus is een zeer grote soort die oorspronkelijk werd beschreven als een exemplaar van Anomalichthys. Verschilt van Brachydeirus grandis door een zeer hoge, prominente dikke kiel op het achterste gebied van de mediane dorsale plaat en het huidoppervlak is bedekt met zeer grote knobbeltjes.

- Brachydeirus minor is een kleine soort met een schedellengte van het holotype van 7,4 centimeter lang. Het verschilt van Brachydeirus gracilis door een posterio-mediane inkeping op de nekplooi, de aanwezigheid van een postpineale fenestra en grotere aangezichtsplaten.